# Álvaro Cervantes
Álvaro Cervantes Sorribas (Barcelona, 12 de septiembre de 1989) es un actor español de cine y televisión que ha sido candidato de dos Premios Goya por El juego del ahorcado (2007) y Adú (2020).
Es hermano de la también actriz Ángela Cervantes.

## Biografía
Álvaro Cervantes Sorribas nació en Barcelona el 12 de septiembre de 1989 en el barrio de El Raval, hijo de un comerciante de informática llamado Juan Ramón y de una florista de nombre Emilia. Más adelante se trasladó a vivir al barrio natal de su padre, Poblenou. Se interesó por la actuación tras interpretar teatro en su colegio.

## Carrera

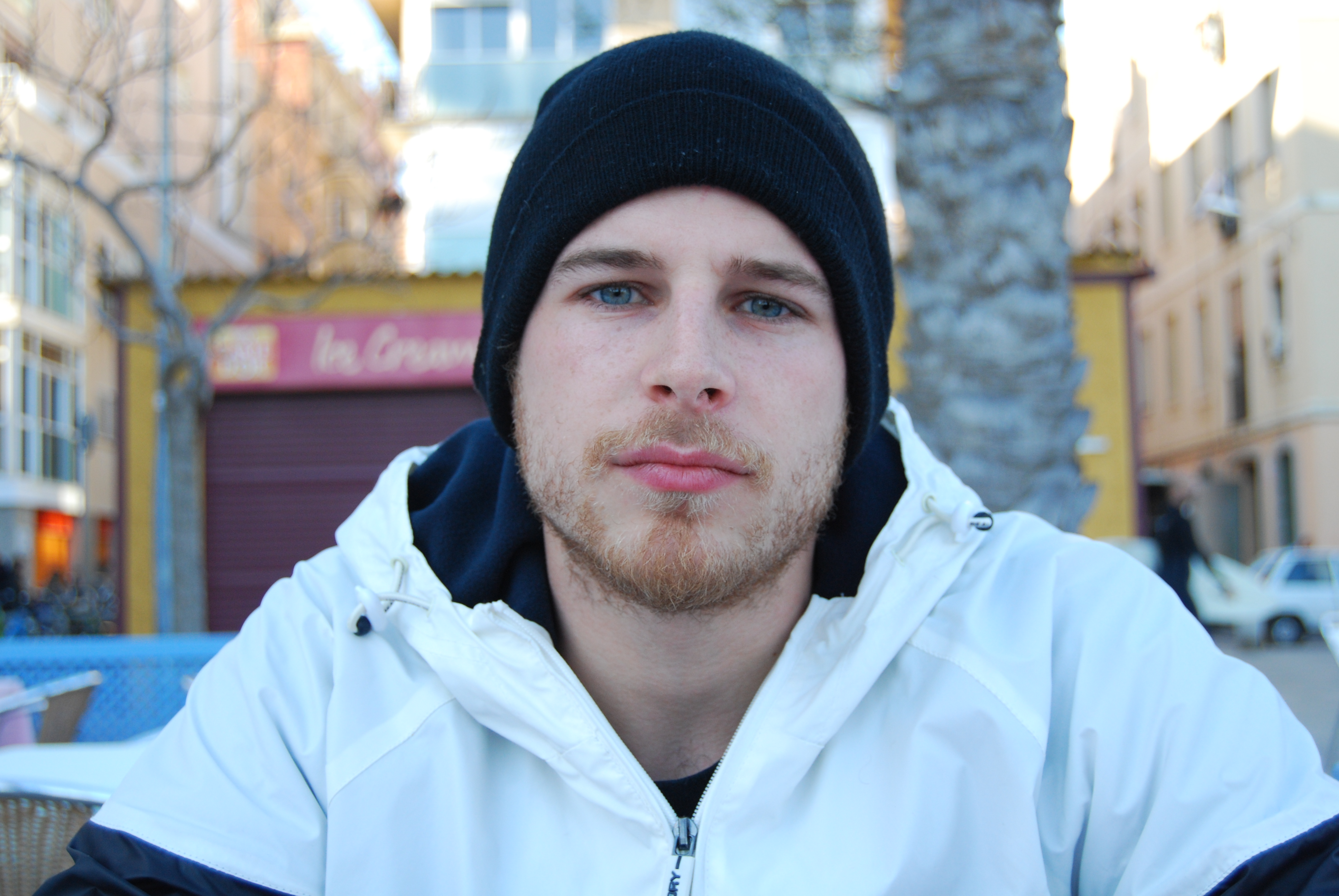
El actor en 2011

Estudió Bachillerato Artístico mientras daba sus primeros pasos como actor en la serie de televisión Abuela de verano, dirigida por Joaquin Oristrell y producida por Televisión Española. Después inició la carrera de Comunicación Audiovisual sin completarla. 
Debutó en el cine con varios cortos antes de participar en Pretextos (2008), drama con dirección y protagonismo de Sílvia Munt que también contaba en su reparto con la presencia de Laia Marull. El mismo año, logró su primer personaje protagonista en El juego del ahorcado, versión cinematográfica de una novela de Inma Turbau en la que compartió protagonismo con Clara Lago. Por su interpretación fue candidato al Premio Goya como mejor actor revelación. Posteriormente, junto a Mario Casas y María Valverde intervino en dos adaptaciones de Federico Moccia, Tres metros sobre el cielo (2010) y Tengo ganas de ti (2012). También trabajó junto a Saoirse Ronan en Hanna (2011). Más adelante, protagonizó El sexo de los ángeles (2012), donde se creaba una relación triangular con Àstrid Bergès-Frisbey y Llorenç González.
En televisión también formó parte del reparto de las series Punta Escarlata, Luna, el misterio de Calenda o El corazón del océano. En 2015 participó en la miniserie Los nuestros, con actores como Antonio Velázquez y Luis Fernández. Ese mismo año, comenzó a protagonizar Carlos, Rey Emperador donde dio vida al personaje protagonista, Carlos I de España.
En 2016 protagonizó la película 1898: Los últimos de Filipinas, de Salvador Calvo. Un año más tarde, fue uno de los protagonistas de la serie de movistar+ La zona. En 2018 formó parte del reparto de la película de Julio Médem El árbol de la sangre. Más adelante, participó en las películas Bajo el mismo techo de Juana Macías y Legado en los huesos de Fernando González Molina, ambas de 2019. Ese mismo año, protagonizó la serie de Telecinco Brigada Costa del Sol, junto a Hugo Silva. En 2020 participó en la película Adú, por la que fue nominado nuevamente a los Goya como mejor actor de reparto. Posteriormente, protagonizó la película original de Netflix Loco por ella en febrero de 2021, dirigida por Dani de la Orden y en compañía de Susana Abaitua. En octubre del mismo año fue protagonista en una serie original también de la plataforma, El tiempo que te doy.
En 2024 coprotagonizó junto al actor peruano el film "Ramón y Ramón". Esta película es una coproducción entre Perú-España-Uruguay. En España se estrenó en 2025.

## Filmografía

### Cine
| Año  | Título                         | Personaje          | Director                              |
| ---- | ------------------------------ | ------------------ | ------------------------------------- |
| 2008 | Pretextos                      | Lucas              | Sílvia Munt                           |
| 2008 | El juego del ahorcado          | David              | Manuel Gómez Pereira                  |
| 2010 | Tres metros sobre el cielo     | Pollo              | Fernando González Molina              |
| 2011 | Hanna                          | Feliciano          | Joe Wright                            |
| 2012 | El sexo de los ángeles         | Rai                | Xavier Villaverde                     |
| 2012 | Tengo ganas de ti              | Pollo              | Fernando González Molina              |
| 2012 | 88                             | Álvaro             | Jordi Mollà                           |
| 2016 | 1898: Los últimos de Filipinas | Carlos             | Salvador Calvo                        |
| 2018 | El árbol de la sangre          | Marc               | Julio Médem                           |
| 2019 | Bajo el mismo techo            | Nacho              | Juana Macías                          |
| 2019 | Legado en los huesos           | Doctor Berasategui | Fernando González Molina              |
| 2020 | Adú                            | Mateo              | Salvador Calvo                        |
| 2020 | Ofrenda a la tormenta          | Doctor Berasategui | Fernando González Molina              |
| 2021 | Loco por ella                  | Adrián «Adri» Mayo | Dani de la Orden                      |
| 2021 | Donde caben dos                | Raúl               | Paco Caballero                        |
| 2022 | Malnazidos                     | Mecha              | Javier Ruiz Caldera y Alberto de Toro |
| 2022 | Polar                          | Piel de Príncipe   | Alberto Palma                         |
| 2022 | 42 segundos                    | Manel Estiarte     | Dani de la Orden y Alex Murrull       |
| 2023 | Eres tú                        | Javier             | Alauda Ruiz de Azúa                   |
| 2023 | Maret                          | Arnau              | Laura Schroeder                       |
| 2025 | Sorda                          | Héctor             | Eva Libertad                          |

### Televisión
| Año         | Serie                        | Personaje              | Canal          | Notas        |
| ----------- | ---------------------------- | ---------------------- | -------------- | ------------ |
| 2005        | Abuela de verano             | Bioy                   | La 1 (TVE)     | 13 episodios |
| 2011        | Ermesenda                    | Ramón Berenguer I      | TV3 (TVC)      | 2 episodios  |
| 2011        | Meublé La Casita Blanca      | Marc                   | TV3 (TVC)      | Telefilme    |
| 2011        | Punta Escarlata              | Marcos Rozas           | Telecinco      | 9 episodios  |
| 2012 - 2013 | Luna, el misterio de Calenda | Joel Bernal            | Antena 3       | 20 episodios |
| 2014        | El corazón del océano        | Alonso                 | Antena 3       | 6 episodios  |
| 2014        | Hermanos                     | Alberto Torres         | Telecinco      | 6 episodios  |
| 2015        | Los nuestros                 | Tony Serra             | Telecinco      | 3 episodios  |
| 2015 - 2016 | Carlos, Rey Emperador        | Carlos I de España     | La 1 (TVE)     | 17 episodios |
| 2016        | Cites                        | Daniel Martínez "Dani" | TV3 (TVC)      | 4 episodios  |
| 2017        | La zona                      | Martín Garrido         | Movistar+      | 8 episodios  |
| 2018        | Vergüenza                    | Él mismo               | Movistar+      | 3 episodios  |
| 2019        | Brigada Costa del Sol        | Leo Villa              | Telecinco      | 13 episodios |
| 2019        | Criminal: España             | Rai Messeguer Ortiz    | Netflix        | 3 episodios  |
| 2020        | Los relojes del diablo       | Aurelio                | Cuatro / RAI 1 | 8 episodios  |
| 2021        | El tiempo que te doy         | Nico Torres            | Netflix        | 10 episodios |

### Teatro
| Año  | Título | Personaje | Notas           |
| ---- | ------ | --------- | --------------- |
| 2011 | Íncubo | Carmona   | Papel principal |

## Premios y candidaturas
Premios Goya
| Año  | Categoría                                 | Título                | Resultado |
| ---- | ----------------------------------------- | --------------------- | --------- |
| 2008 | Mejor actor revelación                    | El juego del ahorcado | Nominado  |
| 2021 | Mejor interpretación masculina de reparto | Adú                   | Nominado  |

Fotogramas de Plata
| Año  | Categoría                 | Título                | Resultado |
| ---- | ------------------------- | --------------------- | --------- |
| 2016 | Mejor actor de televisión | Carlos, Rey Emperador | Nominado  |

Festival de Cine de Málaga
| Año  | Categoría                                  | Título                 | Resultado |
| ---- | ------------------------------------------ | ---------------------- | --------- |
| 2012 | Biznaga de Plata al mejor actor de reparto | El sexo de los ángeles | Ganador   |

Unión de Actores y Actrices
| Año  | Categoría                              | Título                         | Resultado |
| ---- | -------------------------------------- | ------------------------------ | --------- |
| 2016 | Mejor actor protagonista de televisión | Carlos, Rey Emperador          | Nominado  |
| 2017 | Mejor actor protagonista de cine       | 1898: Los últimos de Filipinas | Nominado  |

Premios Feroz
| Año  | Categoría                             | Película             | Resultado |
| ---- | ------------------------------------- | -------------------- | --------- |
| 2022 | Mejor actor protagonista en una serie | El tiempo que te doy | Nominado  |

Neox Fan Awards
| Año  | Categoría           | Título                 | Resultado |
| ---- | ------------------- | ---------------------- | --------- |
| 2012 | Mejor actor de cine | El sexo de los ángeles | Nominado  |